# Венецианский купец (фильм, 1911)
Венецианский купец (итал. Il mercante di Venezia) — итальянский короткометражный немой драматический фильм, снятый Джероламо Ло Савио по одноимённому произведению Уильяма Шекспира. Премьера фильма в Италии состоялась в феврале 1911 года.

## Сюжет
Фильм рассказывает о еврее-лихваря Шейлока, который хочет фунт мяса из тела купца-должника Антонио.